# Джон Янг, барон Лісгар
 Джон Янг  (англ. John Young, 1st Baron Lisgar; 31 серпня 1807, Мумбаї, Індія — 6 жовтня 1876, Бейліборо, Ірландія) — англійський політик, 1-й Барон Лисгара, 'Головний Секретар Ірландії' (англ. Chief Secretary for Ireland) в роках 1853—1855, в р. 1855 'Лорд Головний Комісар Сполучені Штати Іонічних островів' (англ. United States of the Ionian Islands), в роках 1861—1867 14-й Губернатор Нового Південного Уельса і 2-й Генерал-губернатор Канади.